# دولت ریاض حجاب
دولت ریاض حجاب که در تاریخ ۲۳ ژوئن ۲۰۱۲ تشکیل شد، چهارمین دولت در زمان ریاست‌جمهوری بشار اسد است. این دولت با ریاست ریاض فرید حجاب آغاز شد، اما ریاض حجاب در اوت ۲۰۱۲ از نخست‌وزیری کناره‌گیری کرد تا عمر ابراهیم غلاونجی جایگزین وی شود. اعضای کابینه این دولت ۳۴ وزیر داشت.
این دولت در پی استعفای کابینه سابق در ۷ ژوئن ۲۰۱۲، با ۱۱ وزیر جدید تشکیل شد.

## اعضای کابینه
| وزارت‌خانه                              | نام وزیر                                         | محل تولد            | توضیحات |
| -------------------------------------- | ------------------------------------------------ | ------------------- | --- |
| نخست‌وزیر                               | ریاض فرید حجاب عمر غلاونجی (موقت) وائل نادر حلقی | دیرالزور طرطوس درعا | از نظام سوریه جدا و در تاریخ ۶ اوت ۲۰۱۲ استعفاء داد. نخست‌وزیر موقت. در تاریخ ۹ اوت ۲۰۱۲ نخست‌وزیر شد.                                               |
| وزارت دفاع                             | داود راجحه فهد جاسم الفریج                       | طرطوس دیرالزور      | نماینده نخست‌وزیر (در انفجار ساختمان امنیت ملی سوریه در تاریخ ۱۸ ژوئیه ۲۰۱۲ کشته شد) نمایند فرمانده کل ارتش و نیروهای مسلح (از تاریخ ۱۸ ژوئیه ۲۰۱۲) |
| وزارت امور خارجه                       | ولید معلم                                        | دمشق                | نمایند نخست‌وزیر. |
| وزارت اداره محلی                       | عمر ابراهیم غلاونجی                              | طرطوس               | نماینده نخست‌وزیر. |
| وزارت تجارت داخلی و حمایت از مصرف‌کننده | قدری جمیل                                        | دمشق                | نماینده نخست‌وزیر؛ این وزارت جایگزین «وزارت اقتصاد و تجارت» بود؛ قدری جمیل وزیر جدید بود که در این منصب تا ۲۹ اکتبر ۲۰۱۳، زمان استعفایش قرار داشت.  |
| ورات ارتباطات و فناوری                 | عماد صابونی                                      | دمشق                | |
| وزارت اوقاف                            | محمد عبد الستار                                  | طرطوس               | |
| وزارت امور ریاست جمهوری                | منصور عزام                                       | سویدا               | |
| وزارت دادگستری                         | رضوان الحبیب                                     | حلب                 | |
| وزارت کشور                             | محمد الشعار                                      | لاذقیه              | |
| وزارة دارایی                           | محمد الجلیلاتی                                   | دمشق                | |
| وزارة بهداشت                           | وائل نادر حلقی سعد عبد السلام النایف             | درعا حلب            | از وزارت بهداشت در تاریخ ۹ اوت ۲۰۱۲ استعفاء داد تا نخست‌وزیر سوریه شود                                                                              |
| وزارت گردشگری                          | هالة الناصر                                      | رقه                 | |
| وزارت برق                              | عماد خمیس                                        | استان ریف دمشق      | |
| وزارت موارد آبی                        | بسام حنا                                         | حلب                 | وزیر جدید / این وزارت جایگزین «وزارت آبیاری» بود                                                                                                   |
| وزارت کشاور و اصلاح زراعی              | صبحی احمد العبد الله                             | استان ادلب          | وزیر جدید |
| وزارت آموزش عالی                       | محمد یحیی معلا                                   | اللاذقیة            | وزیر جدید |
| وزارة تربیت                            | هزوان الوز                                       | دمشق                | وزیر جدید |
| وزارة اقتصاد و تجارت خارجی             | محمد ظافر محبک                                   | حلب                 | وزیر جدید / این وزارت با «وزارت اقتصاد و تجارت» جایگزین شده بود                                                                                    |
| وزارت صنایع                            | فؤاد شکری کردی                                   | حلب                 | وزیر جدید |
| وزارت ترابری                           | محمود ابراهیم سعید                               | اللاذقیة            | وزیر جدید |
| وزارت اسکان و آبادسازی                 | صفوان العساف                                     | حما                 | وزیر جدید |
| وزارت اشغال عمومی                      | یاسر السباعی                                     | حمص                 | وزیر جدید / وزارت‌خانه جدید |
| وزارت نفت و ثروت معدنی                 | سعید معذی هنیدی                                  | دمشق                | وزیر جدید |
| وزارت فرهنگ                            | لبانة مشوح                                       | دمشق                | وزیر جدید |
| وزارت امور اجتماعی و کار               | جاسم محمد زکریا                                  | الحسکة              | وزیر جدید |
| وزارة رسانه                            | عمران عاهد الزعبی                                | دمشق                | وزیر جدید |
| وزارت دولت برای مصلحت ملی              | علی حیدر وزیرا                                   | حماة                | وزیر جدید / وزارت‌خانه جدید |
| وزارت دولت برای امور محیط زیست         | نظیرة فرح سرکیس                                  | حلب                 | وزیر جدید |
| وزارت دولت                             | حسین فرزات                                       | حماه                | |
| وزارت دولت                             | جوزیف جرجی سوید                                  | دمشق                | وزیر جدید |
| وزارت دولت                             | محمد ترکی السید                                  |                     | وزیر جدید |
| وزارت دولت                             | نجم الدین خریط                                   | دیر الزور           | وزیر جدید |
| وزارت دولت                             | عبدالله خلیل حسین                                | قامشلی              | وزیر جدید |
| وزارت دولت                             | جمال شعبان شاهین                                 | حمص                 | وزیر جدید |